# Maliuc
Maliuc é uma comuna romena localizada no distrito de Tulcea, na região de Dobruja. A comuna possui uma área de 263.73 km² e sua população era de 1005 habitantes segundo o censo de 2007.